# اروین زیتاس
اروین زیتاس (آلمانی: Erwin Sietas؛ ۲۴ ژوئیه ۱۹۱۰ – ۲۰ ژوئیه ۱۹۸۹) شناگر اهل آلمان بود.
وی در مسابقات کشوری و بین‌المللی در مجموع برندهٔ ۱ مدال طلا، ۲ مدال نقره، ۱ مدال برنز شده‌است.